# Olli-Pekka Ojansivu
Olli-Pekka Ojansivu est un joueur finlandais de volley-ball né le 31 décembre 1987. Il mesure 1,96 m et joue attaquant. Il totalise 8 sélections en équipe de Finlande.

## Clubs
| Club                           | Pays     | De             | À             |
| ------------------------------ | -------- | -------------- | ------------- |
| VaLePa                         | Finlande | 2004-2005      | 2006-2007     |
| Pielaveden Sampo               | Finlande | 2007-2008      | 2008-2009     |
| PAOK Salonique                 | Grèce    | 2009-2010      | 2009-2010     |
| Spacer's Toulouse              | France   | 2010-2011      | 2010-2011     |
| Sivas                          | Turquie  | septembre 2011 | décembre 2011 |
| Avtomobilist Saint-Pétersbourg | Russie   | janvier 2012   | 2012          |

## Palmarès
- Championnat de Grèce
  - Finaliste : 2010
- Championnat de Finlande (1)
  - Vainqueur : 2009
  - Finaliste : 2008
- Coupe de Finlande (2)
  - Vainqueur : 2007, 2008